# Chris Huhne
Christopher Murray Paul (Chris) Huhne (ur. 2 lipca 1954 w Londynie) – brytyjski polityk i dziennikarz, w latach 1999–2005 deputowany do Parlamentu Europejskiego, następnie od 2005 do 2013 poseł do Izby Gmin. W latach 2010–2012 członek gabinetu Davida Camerona, gdzie zajmował stanowisko ministra ds. energii i zmian klimatycznych.

## Życiorys
Kształcił się w Westminster School, na jednym z paryskich uniwersytetów, a także w Magdalen College w Oksfordzie. Działał politycznie w okresie studenckim, wspierając w tym czasie Partię Pracy. Redagował magazyn studencki „Isis”, był przewodniczącym związanego z laburzystami Oxford University Labour Club. Absolwent kursu w zakresie filozofii, polityki i ekonomii (PPE). Pracował jako dziennikarz ekonomiczny dla „The Economist”, „The Guardian” i niedzielnego wydania „The Independent”, przez pięć lat był też doradcą ds. gospodarczych w londyńskim urzędzie miejskim.
W 1999 i 2004 z ramienia Liberalnych Demokratów był wybierany do Parlamentu Europejskiego. Zasiadał w grupach liberalnych (ELDR i ALDE), pracował m.in. w Komisji Gospodarczej i Monetarnej. Był partyjnym rzecznikiem ds. skarbu, następnie środowiska, a od 2007 ds. wewnętrznych. Dwukrotnie bez powodzenia ubiegał się o przywództwo w partii. W 2006 przegrał z Menziesem Campbellem, a w 2007 z Nickiem Cleggiem.
W wyborach krajowych w 2005 z ramienia liberałów uzyskał mandat deputowanego do Izby Gmin w okręgu wyborczym Eastleigh, w związku z czym odszedł z PE. W 2010 z powodzeniem ubiegał się o reelekcję. W koalicyjnym rządzie Davida Camerona został sekretarzem stanu (ministrem) ds. energii i zmian klimatycznych.

## Postępowanie karne
3 lutego 2012 został zmuszony do ustąpienia ze stanowiska rządowego w związku z przedstawieniem mu zarzutów kryminalnych dotyczących świadomego wprowadzenia w błąd wymiaru sprawiedliwości. Według policji, gdy w 2003 należący do Chrisa Huhne'a samochód został zarejestrowany przez fotoradar na jeździe z nadmierną prędkością, polityk i jego ówczesna żona wbrew prawdzie oświadczyli, iż to kobieta była kierowcą, dzięki czemu Chris Huhne uniknął otrzymania mandatu i zarazem przekroczenia limitu punktów karnych. 5 lutego 2013 zrezygnował z mandatu parlamentarnego, zaś 11 marca 2013 zarówno on, jak i jego była małżonka, zostali skazani na osiem miesięcy pozbawienia wolności. Oboje opuścili zakłady karne po odbyciu jednej czwartej kary, po czym przez kolejne pół roku byli objęci dozorem elektronicznym, mogąc opuszczać swoje miejsce zamieszkania tylko w wyznaczonych godzinach.